# Galaxis útikalauz stopposoknak (televíziós sorozat)
A Galaxis útikalauz stopposoknak (The Hitch Hiker's Guide to the Galaxy) Douglas Adams Galaxis útikalauz stopposoknak című regénye alapján készült televíziós sorozat, melyet a BBC 2 1981 januárja és februárja között sugárzott. A sorozatot megelőzte két rádiójáték 1978-ban és 1980-ban, a Galaxis útikalauz-regénysorozat első része és egy dupla LP kiadvány 1979-ben, valamint színpadi előadások 1979-ben és 1980-ban. A televíziós sorozat hat epizódja az első regényt, és a második regény 15. fejezetétől a végéig fedi le.
A sorozat főszereplői Simon Jones (Arthur Dent), David Dixon (Ford Prefect), Mark Wing-Davey (Zaphod Beeblebrox) és Sandra Dickinson (Trillian). Az útikalauz hangja Peter Jones. Simon Jones, Peter Jones és Mark Wing-Davey az első rádiójátékban is hangjukat adták már szereplőjüknek. Az alkotó, Douglas Adams két alkalommal is látható az első két epizód során cameoszerepekben.
Magyarországon 2005-ben jelent meg DVD-n a Budapest Film Kft két lemezes kiadásában.

## Forgatás
A Galaxis útikalauz stopposoknak rádiójáték 1978-ban sugárzott első hét epizódjának sikere után 1979. május 29-én Douglas Adamset megbízták, hogy augusztus 1-jéig írjon egy forgatókönyvet a televíziós adaptáció bevezető részéhez. Egy animált változatról megbeszélés zajlott 1978 őszén, de végül akkor úgy döntöttek, a sorozat jelentős részét élő szereplős filmre készítik el, és csak az Útikalauz ismertetői lesznek animált változatban. John Lloyd írót, aki az első rádiójáték-sorozaton is együtt dolgozott Adamsszel, bízták meg, hogy kezdje el a sorozat televízióra alkalmazását a forgatókönyv elkészülte után. Adams akkor már a második rádiójáték-sorozaton dolgozott, illetve a Ki vagy, doki? televíziós sorozatnál is dolgozott, így a BBC a forgatókönyv határidejét kiterjesztette november végére. Végül is 1979 decemberében készült el a bevezető forgatókönyve, majd 1980 januárjában megegyezés született a hátralévő részek forgatókönyvéről is. Bár még volt néhány ellenvélemény, miszerint a történet nem filmesíthető meg, Alan J. W. Bell kapta a produceri és rendezői feladatokat, John Lloyd társproducer volt.
1980 elején a bevezető epizódot több jelenettel elkezdték forgatni. Rod Lord rendezett egy 50 másodperces, animált részletet a Bábel-hal bemutatásáról. Douglas Adams és Alan J. W. Bell is elégedett volt az eredménnyel, így Rod Lord zöld utat kapott az első epizód – majd a teljes sorozat – további animációinak elkészítésére. Az első epizód narrátorával, Peter Jonesszal 1980 márciusában vették fel a szöveges részeket. A Pángalaktikus Gégepukkasztó ismertetőjében szereplő két zöldbőrű földönkívüli jelenetét 1980. május 8-án fejezték be. A vogon érkezésekor játszódó tömegjelenetet, az ivónál és Arthur házánál történő eseménykenet 1980. május 11 és 16. között vették föl. A vogon űrhajó belsejében játszódó eseményeket a BBC TC1-es stúdiójában készítették el 1980. június 7-én. A bevezető epizód végső vágása 1980. július 2-án készült el és három nappal később mutatták be tesztközönség számára. 1980 augusztusában további sikeres tesztvetítések után a stáb 1980 szeptemberében újra összeállt, hogy az összes epizódot elkészítse. Az utolsó epizód munkálatai 1981 januárjában folytak.

## Epizódlista
| # | Epizód címe | Epizód címe            | Első angol sugárzás | Első magyar sugárzás |  |
| --- | ----------- | ---------------------- | ------------------- | -------------------- |  |
| 1 | Episode 1   | A vég kezdete          | 1981. január 5.     | ---                  |  |
| Arthur egy nap arra ébred, hogy házát egy sárga buldózer le akarja rombolni, hogy gyorsforgalmi út épüljön a helyén, ezért köntösében a gép elé fekszik a sárba. Megjelenik barátja, Ford Prefect és egy közeli ivóba hívja Arthurt, hogy bevallja neki, ő nem is földi élőlény, és hogy a Földet nagyjából 10 perc múlva el fogják pusztítani a vogonok, hogy helyére hiperűr-sztrádát építsenek. Miközben a két barát izomlazító gyanánt elfogyaszt fejenként három korsó sört, Arthur házát ledöntik, a vogon flotta pedig elpusztítja a Földet. Fordnak és Arthurnak sikerül stopposként a vogon hajó fedélzetére jutni. |             |                        |                     |                      |  |
| 2 | Episode 2   | Vogon versek           | 1981. január 12.    | ---                  |  |
| A vogon hajó kapitánya megkínozza a két potyautast verseinek felolvasásával, majd kidobják őket a világűrbe. Haláluk előtti utolsó másodpercben fölvette őket a valószínűtlenségi hajtóművel felszerelt Arany Szív űrhajó. Marvin, a mindig lehangolt robot a hídra kíséri őket, ahol találkoznak Zaphod Beeblebroxszal, a Galaxis elnökével, és Trilliannel, a Föld másik túlélőjével. |             |                        |                     |                      |  |
| 3 | Episode 3   | Zűrzivatar             | 1981. január 19.    | ---                  |  |
| Az Arany Szív a legendás Magrathea bolygóhoz közeledik, amely több millió évvel ezelőtt luxusbolygók építésével foglalkozott. Egy automatikus rakétatámadást túlélve leszállnak űrhajójukkal. Itt Szlartibartfaszttól megtudják, hogy a Föld megrendelői hatalmas szuperintelligens pándimenzionális lények, akiknek csak a mi dimenziónkban való betüremkedésük az egérformájuk. |             |                        |                     |                      |  |
| 4 | Episode 4   | Fehér egér             | 1981. január 26.    | ---                  |  |
| Szlartibartfaszt elmondja Arthurnak, hogy az egerek egyfajta kísérletként rendelték meg a Föld bolygó létrehozását, mely valójában egy számítógépes program volt, ami tíz millió éven át futott, hogy megtalálják a nagy kérdést az életre, a világmindenségre, meg mindenre, melyre a válasz a Bölcs Elme által 7 év fél millió évnyi gondolkodás után adott 42 volt. Azonban a vogonok a Föld tíz milliós programjának vége előtt 5 perccel elpusztították a bolygót, így a nagy kérdést nem tudták meg az egerek. Benji és Frankie, Trillian két egere úgy gondolja, Arthur agya tartalmazza a nagy kérdést, ezért ki akarják venni az agyát. Mivel megérkezik a galaktikus rendőrség, Arthurék menekülni kezdenek, majd egy számítógépteremben lőni kezdenek rájuk. |             |                        |                     |                      |  |
| 5 | Episode 5   | Vendéglő a világ végén | 1981. február 2.    | ---                  |  |
| A számítógépteremben robbantás keletkezik, és a négy áldozat hirtelen egy étteremben találta magát, a Teljesútban, vagyis a vendéglőben a világ végén. Ford találkozik régi ismerősével, Pörkölt Desiatóval, azonban a rocksztár adózási okokból egy évet éppen halottként tölt. Zaphodot Marvin keresi telefonon, aki több millió éven át várta az időben előreugrott társaságot. Marvin ugyanis még mindig a Magratheán volt, amelynek romjaira az étterem épült. Zaphodék elviszik Pörkölt űrhajóját, visszakerülnek saját idejükbe. |             |                        |                     |                      |  |
| 6 | Episode 6   | A nap fináléja         | 1981. február 9.    | ---                  |  |
| Megpróbálják irányítani az űrhajót, de a gond az, hogy a hajó arra van programozva, hogy Pörkölt Katasztrófasújtotta Terület nevű együttesének koncertje keretében a Kakrafoon Napjába zuhanjon. Arthur rátalál a teleportra, de az irányítórendszer működik, ezért valakinek a hajón kell maradni a működtetéséhez. Marvinra esik a választás. A teleportálás után Arthur és Ford egy hajón találják magukat, Zaphod és Trillian nincs velük, de több ezer halottat fedeznek fel a hajóban. A hajó a Golgafrinchamről érkezett. Utasai szerint bolygójukat pusztulás fenyegette, ezért a teljes lakosságot három óriási hajóban másik bolygóra irányították. Ezen a hajón, a B bárkán a telefonmosók, fodrászok, producerek, tanácsadók, stb. hibernált testeik utaznak. A hajó eléri végcélját, lezuhan egy kékes-zöld bolygón. Míg a golgafrinchamiek semmit sem csináltak, Ford és Arthur rájött, hogy a Földön vannak két millió évvel korábban, illetve hogy nem a bolygó ősemberei, hanem a használhatatlan golgafrinchamiek az ősei. Azonban az egyik ősember, akit Arthur scrabble-özni tanít, a betűkből kirakja a negyvenkettő szót. Ezen felbuzdulva Arthur is kipróbálja, hiszen a nagy kérdést ott lehet az agyában. A próbálkozás eredménye: „Mennyit kapsz, ha megszorzod a hatot kilenccel?” |             |                        |                     |                      |  |

## Fogadtatás
Annak ellenére, hogy a BBC illetékesei úgy vélték, a Galaxis útikalauz megfilmesíthetetlen, a sorozat mégis sikeres lett. 1981-ben a BBC elnyerte a brit Royal Television Society RTS Television-díját, a sorozat készítői pedig 1982-ben három kategóriában nyertek BAFTA-díjat.

## Lehetséges folytatás
Tervek között szerepelt a sorozat folytatása, melynek történetét Adams eredetileg egy Ki vagy, doki?-epizód részére írta Doctor Who and the Krikketmen címmel, de a BBC elutasította azt. A sorozat második szériája sosem készült el, és Adams ötletéből született meg Az élet, a világmindenség, meg minden című harmadik regény.